# Lynn Chircop
Lynn Chircop est une chanteuse maltaise née en 1980 à Santa Venera.
Elle a représenté Malte au Concours Eurovision de la chanson en 2003 avec la chanson To dream again et termina à la 25ème et avant-dernière place.